# Ідзікув
Ідзікув (пол. Idzików, нім. Kieslingswalde) — село в Польщі, у гміні Бистшиця-Клодзька Клодзького повіту Нижньосілезького воєводства.
Населення — 573 особи (2011).
У 1975-1998 роках село належало до Валбжиського воєводства.

## Демографія
Демографічна структура станом на 31 березня 2011 року:
|          | Загалом | Допрацездатний вік | Працездатний вік | Постпрацездатний вік |
| -------- | ------- | ------------------ | ---------------- | -------------------- |
| Чоловіки | 276     | 46                 | 202              | 28                   |
| Жінки    | 297     | 60                 | 176              | 61                   |
| Разом    | 573     | 106                | 378              | 89                   |